# Église Sainte-Croix-du-Palais de Naples
L'église Sainte-Croix-du-Palais (italien : chiesa di Santa Croce di Palazzo) est une église de Naples, en Italie.

## Histoire et description
L'église est bâtie au XIXe siècle en remplacement d'une église bien plus ancienne placée sous le vocable de Sainte-Marie-de-la-Croix et fondée sous la dynastie angevine au lieu-dit della croce (de la Croix). On y vénérait une image de la Vierge.
En 1327, le roi Robert d'Anjou l'unit à la chapelle royale Saint-Louis à l'endroit où se dresse aujourd'hui la basilique Saint-François-de-Paule. La femme du roi, Sancha d'Aragon, y fonde un couvent où elle termine ses jours sous le nom de Sœur Claire de la Sainte-Croix et où elle est inhumée en 1345.
À l'époque de la reine Jeanne II d'Anjou, comme le couvent se trouvait en dehors des remparts de la ville, les religieuses furent transférées au couvent de la basilique Sainte-Claire, ainsi que la dépouille de la reine Sancha, dont on a aujourd'hui perdu toute trace. 
Par la suite, le couvent de la Sainte-Croix est abandonné sous Alphonse Ier d'Aragon, lorsque son église devient chapelle royale ; il est démoli en 1778 pour laisser place au palais des princes de Salerne, le palazzo Salerno. L'église survit jusqu'en 1810, date à laquelle elle est démolie.
L'église actuelle construite au XIXe siècle conserve des œuvres de ce siècle.

## Bibliographie

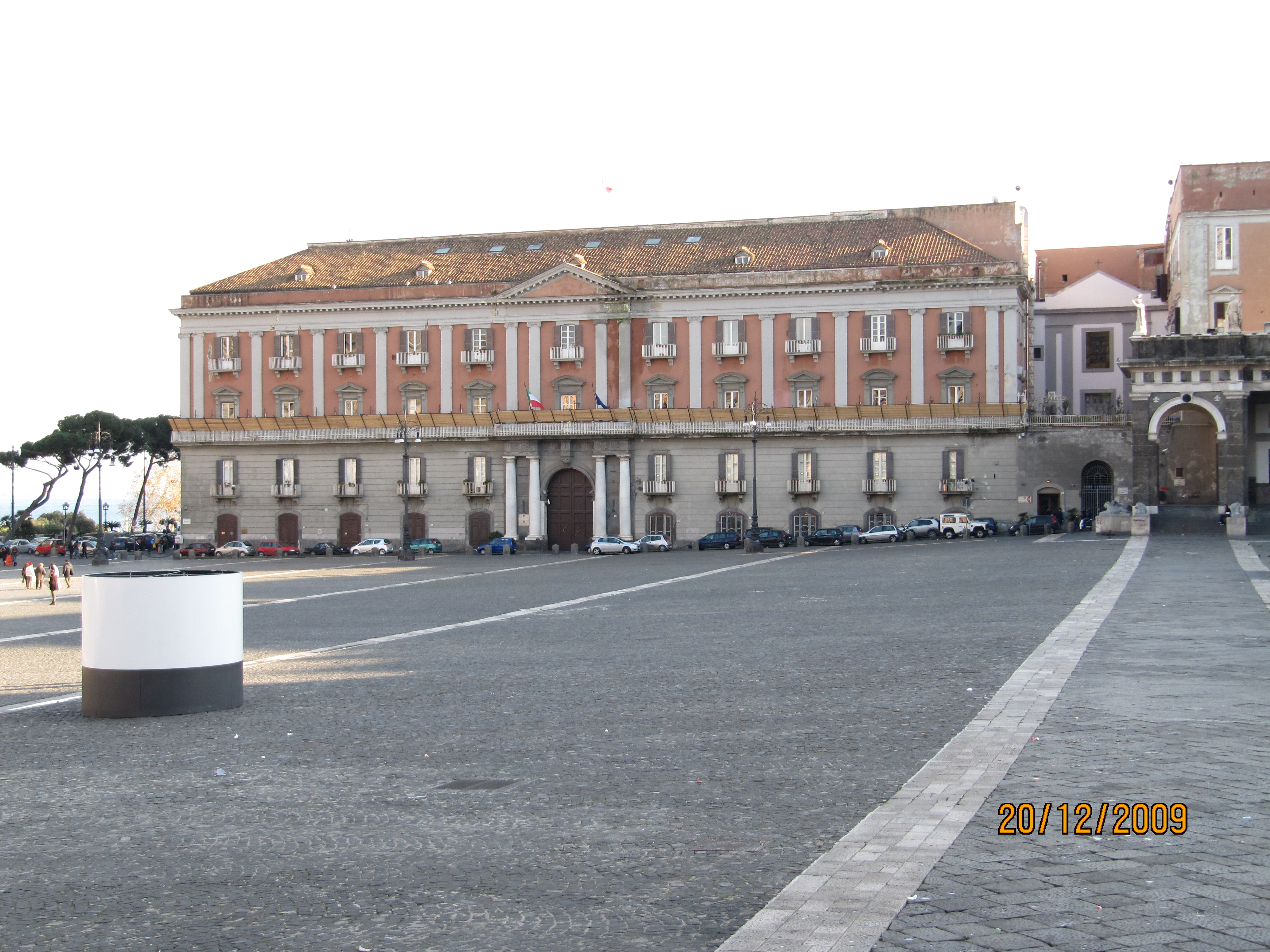
On remarque la façade de l'église à droite du palazzo Salerno.

## Source de la traduction
(it) Cet article est partiellement ou en totalité issu de la page de Wikipédia en italien intitulée « Chiesa di Santa Croce di Palazzo » (voir la liste des auteurs).